# Frances McDormand
Frances Louise McDormand (sinh ngày 23 tháng 6 năm 1957) là một nữ diễn viên sân khấu, truyền hình và điện ảnh người Mỹ đã 3 lần đoạt Giải Oscar cho nữ diễn viên chính xuất sắc nhất với vai Marge Gunderson trong phim Fargo,  Mildred trong Three Billboards Outside Ebbing, Missouri và Fern trong Nomadland.

## Thời niên thiếu
Frances sinh tại Chicago, Illinois và được gia đình McDormands nhận làm con nuôi. Cặp vợ chồng này người Canada: Noreen, một cô bảo mẫu kiêm nhân viên tiếp tân và Vernon Mc Dormand, một mục sư giáo phái các Môn đệ chúa Kitô. Frances từng nói rằng mẹ đẻ của mình có lẽ là một tín hữu trong giáo xứ của Vernon. McDormand có một (chị) em gái, Dorothy A. McDormand, được thụ phong chức mục sư coi nhà nguyện trong một họ đạo giáo phái Môn đệ chúa Kitô, cũng như hai anh chị em khác, tất cả đều được gia đình McDormands nhận làm con nuôi, vì cặp vợ chồng này không có con. Do người cha chuyên đảm nhiệm việc khôi phục các giáo đoàn, nên gia đình thường di chuyển luôn, và họ sống ở nhiều thành phố nhỏ trong các tiểu bang Illinois, Georgia, Kentucky và Tennessee, trước khi định cư ở Pittsburgh, Pennsylvania khu vực thành phố Monessen. Nơi đây Frances đã tốt nghiệp trường cao trung năm 1975. Sau đó cô theo học trường Bethany College ở Bethany, Tây Virginia, và tốt nghiệp bằng cử nhân môn kịch nghệ năm 1979.
Năm 1982, McDormand đậu bằng thạc sĩ môn Mỹ nghệ (Master of Fine Arts) ở trường Kịch nghệ thuộc Đại học Yale. Thời gian học ở đây cô cư ngụ cùng phòng với Holly Hunter.
Việc làm đầu tiên với tư cách diễn viên chuyên nghiệp của cô là ở Trinidad và Tobago, diễn xuất trong vở kịch của thi sĩ Derek Walcott và do quỹ MacArthur Foundation tài trợ.

## Sự nghiệp
Vai diễn trên mành ảnh đầu tiên của McDormand là trong phim Blood Simple (1984) của Joel và Ethan Coen. Năm 1985, Frances McDormand, anh em Coen, Holly Hunter và đạo diễn Sam Raimi cư ngụ chung trong một nhà ở the Bronx.
Ngoài phim trên, McDormand cũng đóng vai Connie Chapman trong đợt thứ năm của kịch truyền hình về cảnh sát Hill Street Blues. Năm 1988, cô diễn vai Stella Kowalski trong vở kịch A Streetcar Named Desire của Tennessee Williams và được đề cử cho giải Tony. Frances McDormand là thành viên hợp tác của đoàn kịch thực nghiệm The Wooster Group.
Cô xuất hiện trong nhiều vai kịch và truyền hình trong các thập niên 1980, 1990 và 2000. Cô đạt được danh tiếng và những bình luận hoan nghênh cho các diễn xuất kịch nghệ và là một nữ diễn viên được tôn trọng, được đề cử cho giải Oscar 4 lần. Năm 1988, cô được đề cử Giải Oscar cho nữ diễn viên phụ xuất sắc nhất trong phim Mississippi Burning; năm 1996, cô đoạt giải Oscar cho nữ diễn viên chính xuất sắc nhất cho vai diễn cảnh sát trưởng Marge Gunderson trong phim Fargo; năm 2000, cô được đề cử lần thứ hai giải Oscar cho nữ diễn viên phụ xuất sắc nhất cho vai diễn người mẹ lo âu trong phim Almost Famous. Cũng trong phim Almost Famous, cô đoạt giải nữ diễn viên phụ xuất sắc nhất của BFCA, Hiệp hội phê bình phim Chicago, LAFCA, SDFCS, SFCA và của FFCC. Cô cũng đoạt giải nữ diễn viên phụ xuất sắc của BFCA, FFCC và LAFCA cho vai diễn trong phim Wonder Boys (2000).
Năm 2006, McDormand nhận đề cử lần thứ ba cho giải Oscar cho nữ diễn viên phụ xuất sắc nhất cho vai diễn trong phim North Country (2005), nhưng thua về tay Rachel Weisz. Cô cũng có vai diễn trong phim Friends with Money, một hài kịch đen, cùng diễn với Jennifer Aniston, Catherine Keener và Joan Cusack, do Nicole Holofcener đạo diễn. Gần đây cô đoạt một Giải Tinh thần độc lập cho vai diễn trong phim Friends with Money. Cô cũng lồng tiếng cho vai bà hiệu trưởng Melanie Upfoot trong phim Simpsons, tập Girls Just Want to Have Sums, phát sóng ngày 30.4.2006. Mới đây McDormand đã đóng các phim Burn After Reading và Miss Pettigrew Lives for a Day.
Năm 2018, tại Lễ trao giải Oscar lần thứ 90, cô chiến thắng giải Oscar cho nữ diễn viên chính xuất sắc nhất cho vai diễn Mildred trong phim Three Billboards Outside Ebbing, Missouri.
Năm 2021, tại Lễ trao giải Oscar lần thứ 93, cô chiến thắng giải Oscar cho nữ diễn viên chính xuất sắc nhất cho vai diễn Fern trong phim Nomadland.

## Đời tư
McDormand kết hôn với đạo diễn Joel Coen từ năm 1984: Hai vợ chồng nhận một cậu con trai nuôi từ Paraguay, Pedro McDormand Coen, năm 1994. Họ sống ở thành phố New York. McDormand đã đóng trong 6 phim của anh em Coen, trong đó có một vai nhỏ trong phim Miller's Crossing, một vai thứ yếu trong phim Raising Arizona và các vai chính trong các phim Blood Simple, The Man Who Wasn't There, Fargo - trong đó cô đoạt giải Oscar cho vai nữ chính - và gấn đây là phim Burn After Reading. Ngoài ra cô cũng góp giọng nói (không ghi tên) trong cảnh mở màn phim Barton Fink của anh em Coen.

## Danh mục phim của Frances
| Năm           | Phim                               | Vai diễn               | Ghi chú |
| ------------- | ---------------------------------- | ---------------------- | --- |
| 1984          | Blood Simple                       | Abby                   | |
| 1985          | Crimewave                          | Nun                    | |
| 1987          | Raising Arizona                    | Dot                    | |
| 1988          | Mississippi Burning                | Mrs. Pell              | Giải của Hiệp hội phê bình phim Chicago cho nữ diễn viên phụ xuất sắc nhất Giải KCFCC cho nữ diễn viên phụ xuất sắc nhất Giải NBRMP cho nữ diễn viên phụ xuất sắc nhất Đề cử - Giải Oscar cho nữ diễn viên phụ xuất sắc nhất |
| 1989          | Chattahoochee                      | Mae Foley              | |
| 1990          | Miller's Crossing                  | Mayor's secretary      | không ghi tên |
| 1990          | Darkman                            | Julie Hastings         | |
| 1990          | Hidden Agenda                      | Ingrid Jessner         | |
| 1991          | The Butcher's Wife                 | Grace                  | |
| 1992          | Passed Away                        | Nora Scanlan           | |
| 1993          | Short Cuts                         | Betty Weathers         | |
| 1994          | Bleeding Hearts                    | Woman on TV            | |
| 1995          | Palookaville                       | June                   | |
| 1995          | Beyond Rangoon                     | Andy Bowma             | |
| 1996          | Primal Fear                        | Dr. Molly Arrington    | |
| 1996          | Plain Pleasures                    |                        | |
| 1996          | Fargo                              | Marge Gunderson        | Giải Oscar cho nữ diễn viên chính xuất sắc nhất Giải của Nghiệp đoàn diễn viên màn ảnh cho nữ diễn viên đóng vai chính xuất sắc Giải BFCA cho nữ diễn viên chính xuất sắc nhất Giải của Hiệp hội phê bình phim Chicago cho nữ diễn viên chính xuất sắc nhất Giải FFCC cho nữ diễn viên chính xuất sắc nhất Giải Tinh thần độc lập cho nữ diễn viên chính xuất sắc nhất Giải KCFCC cho nữ diễn viên chính xuất sắc nhất Giải NBRMP cho nữ diễn viên chính xuất sắc nhất Giải SDFCS cho nữ diễn viên chính xuất sắc nhất Giải SEFCA cho nữ diễn viên chính xuất sắc nhất Đề cử - Giải BAFTA cho nữ diễn viên chính xuất sắc nhất Đề cử - Giải Quả cầu vàng cho nữ diễn viên phim ca nhạc hoặc phim hài xuất sắc nhất Đề cử - Giải Sao Thổ cho nữ diễn viên chính xuất sắc nhất                  |
| 1996          | Lone Star                          | Bunny                  | |
| 1996          | Hidden in America                  | Gus                    | |
| 1997          | Paradise Road                      | Dr. Verstak            | |
| 1998          | Madeline                           | Miss Clavel            | |
| 1998          | Talk of Angels                     | Conlon                 | |
| 1998          | Johnny Skidmarks                   | Alice                  | |
| 2000          | Wonder Boys                        | Dean Sara Gaskell      | Giải của Hội phê bình phim Boston cho nữ diễn viên phụ xuất sắc nhất Giải BFCA cho nữ diễn viên phụ xuất sắc nhất Giải FFCC cho nữ diễn viên phụ xuất sắc nhất Giải LVFCS cho nữ diễn viên phụ xuất sắc nhất Giải của Hiệp hội phê bình phim Los Angeles cho nữ diễn viên phụ xuất sắc nhất Đề cử - Giải PFCS cho nữ diễn viên phụ xuất sắc nhất |
| 2000          | Almost Famous                      | Elaine Miller          | Giải của Hội phê bình phim Boston cho nữ diễn viên phụ xuất sắc nhất Giải BFCA cho nữ diễn viên phụ xuất sắc nhất Giải của Hiệp hội phê bình phim Chicago cho nữ diễn viên phụ xuất sắc nhất Giải FFCC cho nữ diễn viên phụ xuất sắc nhất Giải LVFCS cho nữ diễn viên phụ xuất sắc nhất Giải SDFCS cho nữ diễn viên phụ xuất sắc nhất Giải SEFCA cho nữ diễn viên phụ xuất sắc nhất Đề cử - Giải Oscar cho nữ diễn viên phụ xuất sắc nhất Đề cử - Giải BAFTA cho nữ diễn viên phụ xuất sắc nhất Đề cử - Giải Quả cầu vàng cho nữ diễn viên điện ảnh phụ xuất sắc nhất Đề cử - Giải của Nghiệp đoàn diễn viên màn ảnh cho nữ diễn viên đóng vai phụ xuất sắc Đề cử - Giải của Hội phê bình phim online cho nữ diễn viên phụ xuất sắc nhất Đề cử - Giải PFCS cho nữ diễn viên phụ xuất sắc nhất |
| 2001          | The Man Who Wasn't There           | Doris Crane            | |
| 2001          | Upheaval                           | Anne                   | |
| 2002          | City by the Sea                    | Michelle               | |
| 2002          | Laurel Canyon                      | Jane                   | |
| 2002          | Searching for Debra Winger         | Bản thân               | |
| 2003          | Something's Gotta Give             | Zoe Barry              | |
| 2004          | Last Night                         | Marit Such             | |
| 2005          | North Country                      | Glory Dodge            | Đề cử - Giải Oscar cho nữ diễn viên phụ xuất sắc nhất; Đề cử - Giải BAFTA cho nữ diễn viên phụ xuất sắc nhất Đề cử - Giải Quả cầu vàng cho nữ diễn viên điện ảnh phụ xuất sắc nhất |
| 2005          | Æon Flux                           | The Handler            | |
| 2006          | Friends with Money                 | Jane                   | Giải Tinh thần độc lập cho nữ diễn viên chính xuất sắc nhất |
| 2006          | The Simpsons                       | Melanie Upfoot         | giọng nói |
| 2008          | Miss Pettigrew Lives for a Day     | Guinevere Pettigrew    | |
| 2008          | Burn After Reading                 | Linda Litzke           | Đề cử - Giải Quả cầu vàng |
| 2011          | This Must Be the Place             | Jane                   | |
| 2011          | Transformers 3                     | Charlotte Mearing      | |
| 2012          | Moonrise Kingdom                   | Mrs. Bishop            | |
| 2012          | Madagascar 3: Thần tượng châu Âu   | Captain Chantal Dubois | Lồng tiếng |
| Promised Land | Sue Thomason                       |                        | |
| 2014          | Every Secret Thing                 | —                      | Nhà sản xuất |
| 2015          | Chú khủng long tốt bụng            | Momma                  | Lồng tiếng |
| 2016          | Hail, Caesar!                      | C. C. Calhoun          | |
| 2017          | Three Billboards: Truy tìm công lý | Mildred Hayes          | |
| 2018          | Đảo của những chú chó              | Interpreter Nelson     | Lồng tiếng |
| TBA           | The French Dispatch                | Hậu kỳ                 | |
| TBA           | Nomadland                          |                        | Hậu kỳ; cũng là nhà sản xuất |

|}